# Território Federal das Áreas Tribais
O Território Federal das Áreas Tribais (FATA) era uma subdivisão do Paquistão que não pertencia a nenhuma província paquistanesa, com uma área de cerca de 27 220 km² e uma população de aproximadamente 3 138 000 habitantes (2003). Limitava-se a oeste com o Afeganistão, a leste com o Panjabe e a Khyber Pakhtunkhwa, e ao sul com o Baluchistão.
O território subdividia-se em agências, correspondentes às tribos. Apesar da qualidade de território federal, o controle pelo governo central do Paquistão era apenas nominal, pois as tribos - em geral pastós - que habitam a região são ferozmente independentes. Até à primeira queda do talibã no Afeganistão, as tribos e o governo federal mantinham relações cordiais.
O caráter pastoril da economia da região é demonstrado pelo fato de que apenas 2,7 por cento da população residem em cidades.
Em 2018, essas áreas tribais foram integradas na província de Khyber Pakhtunkhwa.